# Provincia Occidentale (Kenya)
La provincia occidentale (in inglese: Western Province) era una delle province del Kenya. Il capoluogo era Kakamega. L'etnia predominante era quella Luhya.

## Geografia antropica

### Suddivisioni amministrative
La provincia Occidentale era suddivisa in 9 distretti (wilaya'at):
| Distretto          | Capoluogo  |
| ------------------ | ---------- |
| Bungoma            | Bungoma    |
| Distretto di Busia | Busia      |
| Butere o di Mumias | Butere     |
| Emuhaya            | Emuhaya    |
| Kakamega           | Kaholi     |
| Lugari             | Lugari     |
| Monte Elgon        | Kapsokwony |
| Teso               | Malaba     |
| Vihiga             | Vihiga     |